# 印度支那派遣軍
印度支那派遣軍（日语：いんどしなはけんぐん）是大日本帝国陸軍的军之一。

## 歷史
為了封鎖中華民國及阻止美國通過海防至雲南之中越鐵路以運送軍火、燃料及每月10,000噸的物資，大日本帝國陸軍於1940年（昭和15年）9月臨時組建印度支那派遣軍，隸屬南支那方面軍，負責入侵並佔領法屬印度支那（即法屬中南半島）。派遣軍於1941年（昭和16年）7月解散，並改編為獨立混成第21旅團。

## 組織架構

### 司令部
- 司令官
  - 西村琢磨少将：1940年9月7日 -
- 参謀長
  - 長勇大佐：1940年9月7日 -
- 高級参謀
  - 小池龍二大佐：1940年9月7日 -
- 参謀
  - 尾花義正少佐：1940年9月7日 -

### 隷下部隊
- 印度支那派遣步兵团：櫻田武少将
  - 近衛步兵第2连队（東京）：小薗江邦雄大佐
  - 印度支那派遣步兵团战車隊
  - 印度支那派遣步兵团高射砲隊
  - 印度支那派遣步兵团通信隊：清水武雄少佐
  - 印度支那派遣步兵团自動車隊
  - 印度支那派遣步兵团野戰醫院：小口亘軍医少佐